# Antonio María Rouco Varela

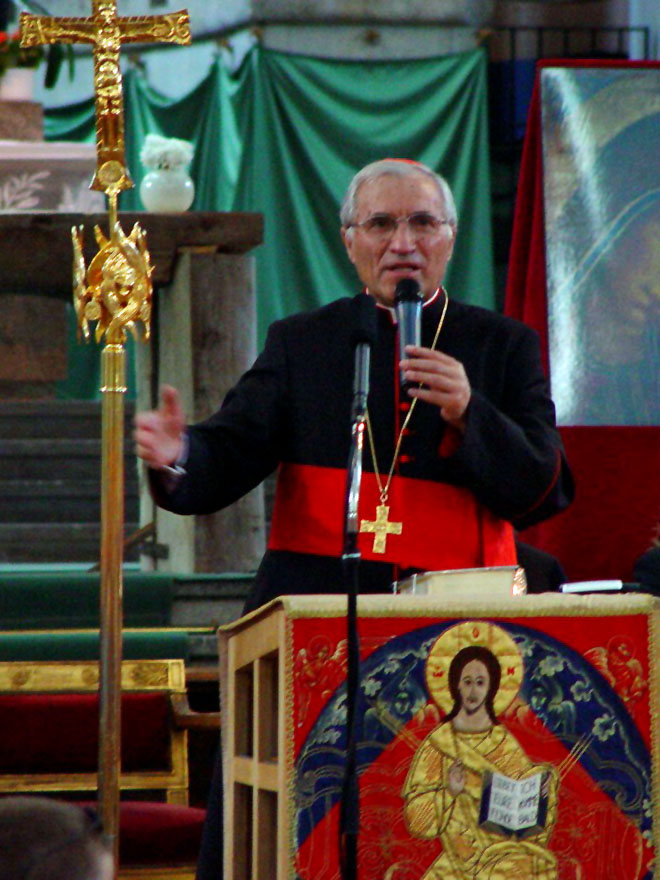
Antonio María Kardinal Rouco Varela (September 2006)

Wappen des Kardinals

Antonio María Kardinal Rouco Varela (* 20. August 1936 in Villalba, Spanien) ist ein spanischer Geistlicher und emeritierter römisch-katholischer Erzbischof von Madrid.

## Leben

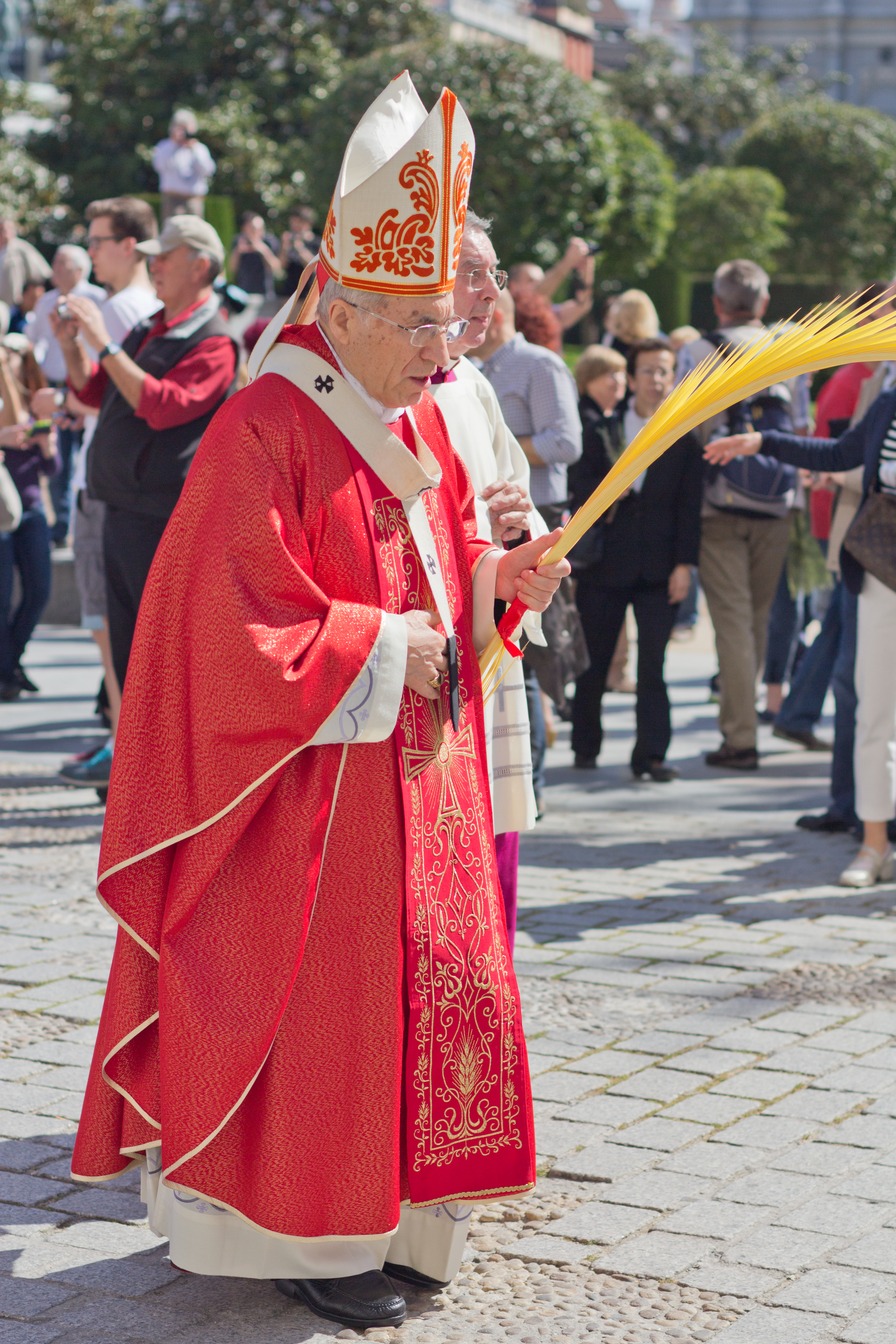
Kardinal Rouco Varela am Palmsonntag 2014

Antonio María Rouco Varela besuchte eine katholische Schule und studierte anschließend Katholische Theologie an der Päpstlichen Universität Salamanca. 1959 empfing er das Sakrament der Priesterweihe und wurde anschließend zu weiteren Studien an die Ludwig-Maximilians-Universität München entsandt, wo er sich in den Fächern Rechtswissenschaften und Katholische Theologie weiterbildete und im Jahre 1964 mit einer Arbeit über die Beziehungen zwischen dem Staat und der Kirche im Spanien des 16. Jahrhunderts promovierte. Neben seinem Studium arbeitete er Subsidiar in der Münchener Pfarrei St. Rafael.
Seine Laufbahn als Hochschuldozent führte ihn in den Jahren 1964 bis 1966 an das Priesterseminar von Mondoñedo, von 1966 bis 1969 an die Universität München und von 1969 bis 1971 an die Päpstliche Universität Salamanca, deren Leitung er im Jahre 1972 als Stellvertretender Direktor mitverantwortete.
Am 17. September 1976 ernannte ihn Papst Paul VI. zum Titularbischof von Gergis und zum Weihbischof in Santiago de Compostela. Die Bischofsweihe spendete ihm am 31. Oktober desselben Jahres der damalige Erzbischof von Santiago de Compostela Ángel Suquía Goicoechea. Am 9. Mai 1984 ernannte ihn Papst Johannes Paul II. zum Erzbischof von Santiago de Compostela, wo er bereits seit Juni 1983 Apostolischer Administrator war. Am 28. Juli 1994 erfolgte die Ernennung zum Erzbischof von Madrid.
Am 21. Februar 1998 nahm ihn Johannes Paul II. als Kardinalpriester mit der Titelkirche San Lorenzo in Damaso in das Kardinalskollegium auf.
Antonio María Rouco Varela veröffentlichte mehrere kirchenrechtliche Bücher und Aufsätze und ist Mitglied der Internationalen Gesellschaft für Kirchenrecht.
Er nahm am Konklave 2005, in dem Benedikt XVI. gewählt wurde, und am Konklave 2013, in dem Franziskus gewählt wurde, teil. Er war von 1999 bis 2005 und erneut von 2008 bis 2014 Vorsitzender der Spanischen Bischofskonferenz, Nachfolger wurde jeweils Ricardo Blázquez Pérez. Rouco wird innerhalb des spanischen Episkopats dem konservativen Flügel zugerechnet. Während seiner Amtszeit focht er zahlreiche Konflikte mit der sozialistischen Regierung aus. Anlässlich seines 85. Geburtstags im August 2021 bezeichnete ihn der Journalist Alexander Pitz von der Katholischen Nachrichten-Agentur als „geistigen Vater der konservativ-katholischen Elite des Landes“.
Nachdem er bereits 1989 den IV. Weltjugendtag in Santiago de Compostela ausgerichtet hatte, war Rouco Varela auch 2011 Gastgeber des XXVI. Weltjugendtages in Madrid. In diesem Jahr wurde auch die Universidad Eclesiástica San Dámaso in Madrid gegründet.
Anfang Februar 2014 wurde er von einer Gruppe Femen-Aktivistinnen attackiert, da er sich hinter den Gesetzentwurf zur Verschärfung des Abtreibungsrechtes in Spanien gestellt hat.
Am 28. August 2014 nahm Papst Franziskus das von Antonio María Rouco Varela aus Altersgründen vorgebrachte Rücktrittsgesuch an. Im Oktober 2022 erklärte er, dass nach seiner Feststellung nur ein geringes Interesse der spanischen Katholiken am Synodalen Prozess in Spanien bestehe. Er begründete dies damit, dass die Katholiken mit anderen Sorgen beschäftigt seien, darunter der Zukunft des Lebensrechts und der Familienrechte.

## Mitgliedschaften
Kardinal Rouco Varela war Mitglied folgender Einrichtungen der Römischen Kurie:
- Kongregation für das katholische Bildungswesen (bestätigt 2013)[7]
- Apostolische Signatur (seit 2004)[8]
- Päpstlicher Rat Cor Unum (seit 2000)[9]
- Päpstlicher Rat für die sozialen Kommunikationsmittel (seit 2006)[10]
- Präfektur für die ökonomischen Angelegenheiten des Heiligen Stuhls (seit 2005)[11]

## Ehrungen
- 2003: Großkreuz des Ordens Isabel la Católica
- 2003: Ehrendoktor der Universität Navarra